# Örkelljunga landskommun
Örkelljunga landskommun var en tidigare kommun i dåvarande Kristianstads län.

## Administrativ historik
När 1862 års kommunalförordningar började gälla inrättades i Örkelljunga socken i Norra Åsbo härad i Skåne en kommun med namnet Örkelljunga. 
Den 4 augusti 1911 inrättades i kommunen ett Örkelljunga municipalsamhälle som upplöstes 31 december 1952.
Kommunreformen 1952 medförde att kommunen blev en "storkommun" när Rya landskommun inkorporerades.
1971 ombildades denna landskommun till Örkelljunga kommun.
Kommunkoden 1952-1970 var 1137.

### Kyrklig tillhörighet
I kyrkligt hänseende tillhörde kommunen Örkelljunga församling. Den 1 januari 1952 tillkom Rya församling.

## Geografi

### Tätorter i kommunen 1960
| Tätort      | Folkmängd |
| ----------- | --------- |
| Örkelljunga | 3 001     |
| Åsljunga    | 600       |
| Eket        | 350       |

Tätortsgraden i kommunen var den 1 november 1960 59,4 procent.

## Politik

### Mandatfördelning i valen 1938-1966
| 6 | 2 | 3 | 8 | 6 |

| 25 |

| 7 | 13 | 5 |

| 25 |

| 7 | 13 | 5 |

| 25 |

| 13 | 8 | 5 | 14 |

| 39 |

| 12 | 8 | 6 | 14 |

| 38 |

| 11 | 15 | 8 | 6 |

| 39 |

| 12 |  | 8 | 6 | 13 |

| 39 |

| 10 | 2 | 8 | 6 | 14 |

| 39 |